# Tidig larvklubba
Tidig larvklubba (Ophiocordyceps gracilis) är en svampart som först beskrevs av Robert Kaye Greville, och fick sitt nu gällande namn av G.H. Sung, J.M. Sung, Hywel-Jones & Spatafora 2007. Tidig larvklubba ingår i släktet Ophiocordyceps och familjen Ophiocordycipitaceae.  Arten är reproducerande i Sverige. Inga underarter finns listade i Catalogue of Life.